# Phymaspermum aciculare
Phymaspermum aciculare là một loài thực vật có hoa trong họ Cúc. Loài này được (E.Mey. ex Harv.) Benth. & Hook. ex B.D.Jacks miêu tả khoa học đầu tiên.